# 塞斯特里莫冰川
塞斯特里莫冰川（英語：Sestrimo Glacier）是南極洲的冰川，位於葛拉漢地的特里尼蒂半島西北部，處於奧戈亞冰川西南面，長11公里、寬4公里，最終在科克雷爾半島以南注入布蘭斯菲爾德海峽的拉豐德灣，以保加利亞南部的鄉鎮命名。

## 外部連結
- Trinity Peninsula. Scale 1:250000 topographic map No. 5697. Institut für Angewandte Geodäsie and British Antarctic Survey, 1996.

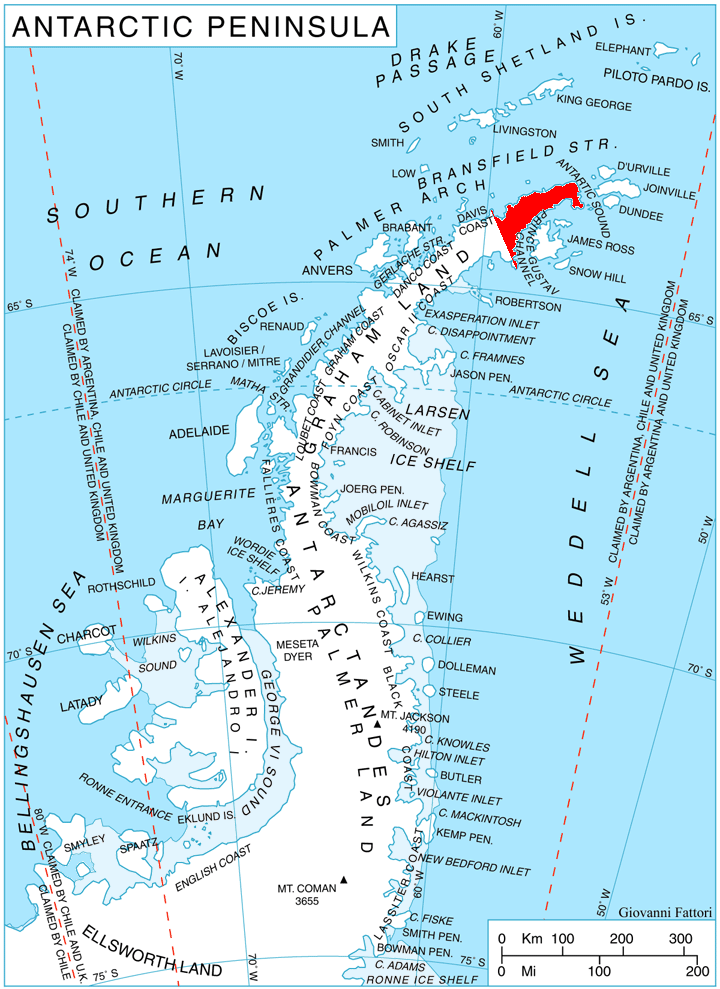

- Sestrimo Glacier. （页面存档备份，存于） SCAR Composite Gazetteer of Antarctica.

63°30′00″S 58°08′00″W / 63.50000°S 58.13333°W